# Castniini
A Castniini a lepkék (Lepidoptera) rendjébe, a valódi lepkék (Glossata) alrendjébe és a Castniidae családba tartozó Castniinae alcsalád egyik nemzetsége.

## Rendszerezés
A nemzetségek az alábbi nemek tartoznak:
- Amauta
- Athis
- Castnia
- Castniomera
- Corybantes
- Erythrocastnia
- Eupalamides
- Feschaeria
- Geyeria
- Haemonides
- Hista
- Imara
- Insigniocastnia
- Ircila
- Lapaeumides
- Spilopastes
- Synpalamides
- Telchin
- Xanthocastnia
- Yagra